# Sphecotypus
Sphecotypus is een geslacht van spinnen uit de familie van de loopspinnen (Corinnidae).

## Soorten
- Sphecotypus birmanicus (Thorell, 1897)
- Sphecotypus borneensis Yamasaki, 2017
- Sphecotypus niger (Perty, 1833)
- Sphecotypus taprobanicus Simon, 1897